# Palazzo di Bonifacio VIII
Il Palazzo del Museo “Bonifacio VIII" è in realtà il Palazzo di Papa Gregorio IX che a partire dagli anni Cinquecento del Novecento ha iniziato a ospitare il museo dedicato al papa Caetani. Esso è uno degli edifici di Anagni che venne acquistato da Pietro II Caetani, nel quale fu allestito un museo dedicato al papa Bonifacio VIII, il quale possedeva un altro palazzo in città oggi conosciuto come Palazzo Traietto. Infatti, fino alla metà del Novecento questo edificio era chiamato Palazzo di Gregorio IX in quanto di proprietà dell’altro papa anagnino, Ugolino di Anagni e successivamente passato ai propri eredi. Oggi fa parte della Casa Madre delle Suore Cistercensi della Carità.
A Giuseppe Marchetti Longhi, topografo e archeologo, si deve la valorizzazione del complesso che lo ha legato impropriamente all'ultimo papa anagnino: nel 1950 costituì il nucleo di una mostra permanente, dedicata a Bonifacio VIII e al Giubileo del 1300. L'esposizione, ampliatasi a partire dal 1953 con la raccolta di reperti archeologici e documenti storici, venne battezzata "Museo bonifaciano e del Lazio meridionale", costituendo la prima realtà museale in Anagni ad essere aperta al pubblico. Dagli anni 2000 la collezione è diventata una sezione distinta, inglobata nel più ampio museo del palazzo, che valorizza anche la struttura architettonica e la natura religiosa che nel corso dei secoli ha caratterizzato l'edificio, inaugurando nuovi percorsi di visita del complesso storico architettonico.

## Storia
Sebbene rechi nella denominazione l’attribuzione di proprietà a papa Bonifacio VIII, il Palazzo divenne dei Caetani, la famiglia del pontefice, solo nel 1297, quando Bonifacio era ormai stato elevato al soglio pontificio da tre anni. L'edificio fu acquistato da Pietro Caetani - nipote del papa, figlio del fratello Roffredo, conte di Caserta - nell'ambito di una serie di acquisizioni di case e terreni intorno alla Cattedrale di Anagni da parte della potente casata. 

### Prima dei Caetani
Le fonti riportano con certezza l'esistenza di un edificio risalente agli inizi del Duecento; l'analisi stratigrafica delle murature, però, permette di ipotizzare la presenza di strutture ancor più antiche (vd. Architettura).
Certamente fu la dimora di Ugolino Conti, papa Gregorio IX, definita "maius" per la rilevanza del complesso. La sua costruzione interessò un terreno di proprietà del padre del pontefice, Mattia, e dovette essere completata entro il primo quarto del XIII secolo, periodo di generale intensa attività edilizia in tutta Anagni. Nel momento della sua elezione a pontefice nel 1227, l’ormai papa assegnò alla nipote Maria, figlia del fratello Adinolfo, la propria eredità, e dunque anche il Palazzo, riservando per sé e per i suoi familiari la possibilità di abitarlo.
In questa cornice, Gregorio IX e l’imperatore Federico II di Svevia si incontrarono il primo settembre del 1230, in seguito alla Pace di San Germano e al ritiro della scomunica pendente sul capo del sovrano da parte del pontefice: i due "sedettero insieme a mensa, con splendido concorso di principi e maggiorenti lì invitati", a sottolineare la riconciliazione tra le due autorità. Federico non dovette dimenticare quella visita: in una epistola del 1239, in seguito a una nuova rottura con Gregorio IX, rimproverò al pontefice di aver dimenticato la povertà di Pietro come dimostrava proprio la residenza di Anagni, essendosi fatto costruire una reggia sfarzosa.
Dopo la morte di Maria, il Palazzo venne ereditato dal figlio Mattia, ricordato dalle fonti in occasione di un nuovo incontro politico tra Papato ed Impero: nel 1254 Innocenzo IV -  eletto proprio ad Anagni nel 1243 - ricevette gli ambasciatori del Regno di Sicilia, alla presenza dei cardinali e del popolo, in palatio domini Matthiae.
Nel 1297, infine, i figli di Mattia de Papa, Adinolfo e Nicola, vendettero - o furono costretti a vendere - il Palazzo a Pietro Caetani, insieme ad altre proprietà.

### Sotto Bonifacio VIII
L’acquisto del palazzo da parte di Pietro II Caetani si inserisce all'interno di una precisa politica di acquisizioni patrimoniali che si protraeva da decenni.
Già cappellano del papa, legato in Francia (1265) e in Inghilterra (1266), nunzio per la riscossione delle tasse (1269), notaio del papa (1276), Benedetto - futuro Bonifacio VIII - godeva di sontuosi benefici ecclesiastici: un canonicato e un beneficio nella Cattedrale di Anagni dal 1250, un canonicato a Todi dal 1260, un canonicato vaticano a San Pietro dal 1281. 
I suoi molteplici ruoli e benefici gli consentirono di accumulare un patrimonio immenso che impiegò nel perseguimento della costituzione di un vero e proprio feudo personale, tanto che i Colonna lo accusarono più tardi di aver estorto denaro ai sottoposti a tale fine.
Ad Anagni, Benedetto, insieme ad altri familiari, avviò dal 1283 una serie di compravendite fino a divenire proprietario di tutto il quartiere Castello. A tali operazioni vanno aggiunte le opere commissionate da Bonifacio VIII: il grande palazzo oggi noto come Palazzo Traietto, imponente costruzione con prospetto ad arconi; la Cappella Caetani addossata nel 1292 al prospetto meridionale della Cattedrale; la residenza dei canonici; l'ampliamento dell'Episcopio, dove il papa ricevette il famoso "Schiaffo", come ormai ampiamemte dimostrato da recenti studi. 
Il Palazzo, con alcune modifiche strutturali, rientra quindi in un programma urbanistico teso alla realizzazione di un fortilizio familiare, difeso dall'antica cinta muraria dell’acropoli tuttora visibile, sul modello delle famiglie nobiliari romane: in quest'ottica ricopre un ruolo prominente di rappresentanza, come testimoniato anche dalla ricchezza dell’apparato decorativo.

### Dopo i Caetani
Il palazzo rimase proprietà dei Caetani fino al 1690, quando passò, come lascito testamentario del marchese Orazio, agli Astalli, imparentati per via matrimoniale. Nel 1764 l’ultimo degli Astalli, Tiberio, morì indebitato: l'Opera delle Suore Cistercensi della Carità riscattò allora l’edificio, annettendolo alla propria Casa Madre settecentesca. Alcuni degli ambienti subirono allora una mutazione di destinazione d’uso: le sale furono adibite a granai, educandato, convitto, una casa famiglia. 
Attualmente le diverse partiture del complesso ospitano la Scuola Materna “Suor Claudia De Angelis”, una foresteria posta sul cammino della Via Francigena, e il museo dedicato al Palazzo, con al suo interno la collezione del Museo bonifaciano e del Lazio meridionale.

## Architettura

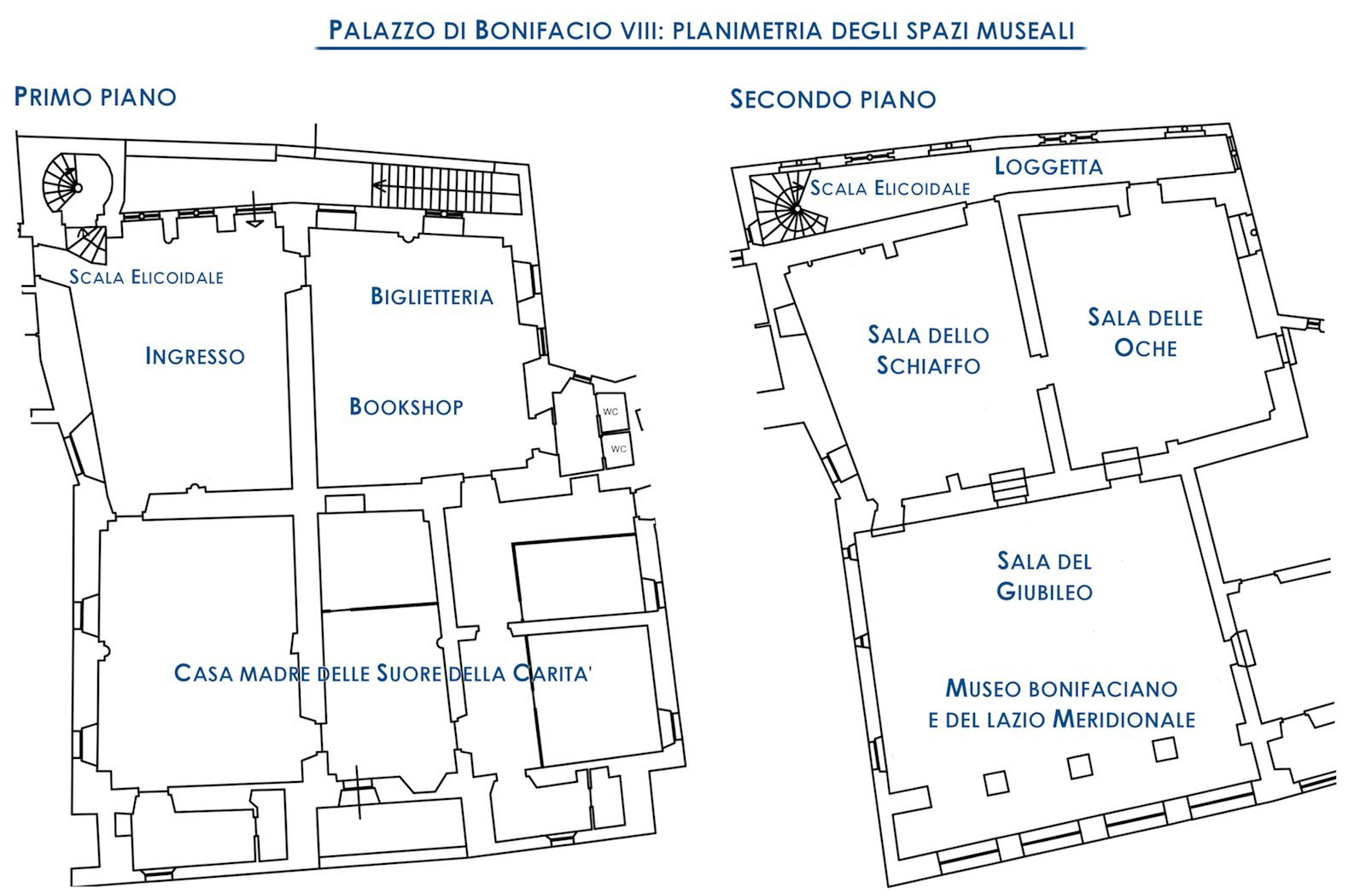
Planimetria degli spazi museali del Palazzo Bonifacio VIII.

Risulta difficile delineare con certezza la sequenza di interventi che portarono il palazzo ad assumere la forma attuale. La ricercatrice Rossana Ferrettiritiene l’edificio attribuibile completamente alla volontà di Bonifacio VIII. Giovanni Carbonara individua invece ben quindici interventi differenti, nove dei quali databili tra il X-XI e XV secolo: nel corso della prima metà del XIII secolo, l’unione di due dimore della fine del XII secolo comportò la realizzazione di un palazzetto romanico, con una torre adiacente; la struttura venne poi modificata secondo il gusto gotico nella seconda metà del secolo, e ampliato con sostruzioni costituite da imponenti archi su altissimi pilastri.
Per la studiosa Teresa Rinaldi le fasi costruttive sarebbero invece sette. Tra la fine del XII secolo e gli inizi del successivo, una linea fortificata altomedievale con due torri venne inglobata nel corpo di fabbrica principale, comportando la costruzione di una struttura ad archi trasversali e solai lignei; l'impiego in essa di unità di misura francesi ha portato la Rinaldi a ipotizzare la presenza di manodopera di provenienza o influenza francese, probabilmente mediante l’ordine cistercense. Non molto distante, a Fossanova, proprio dei monaci cistercensi proveniente da oltralpe stavano lavorando all'erezione di un'abbazia, consacrata nel 1208 da papa Innocenzo III. Tale ipotesi potrebbe supportare la presunta proprietà innocenziana della prima struttura. Al successivo pontificato di Gregorio IX sarebbero invece da attribuire l’edificazione dell’ala meridionale e dei due piani sulle fortificazioni preesistenti, e la sopraelevazione dell’ala settentrionale. Ai Caetani, infine, si dovrebbe l’ampliamento dell’ala orientale.
Dal punto di vista strutturale, il palazzo non subì successivamente altre modifiche importanti, se non come visto nella destinazione d’uso, in seguito all'acquisizione degli spazi, nel Settecento, da parte delle Suore Cistercensi della Carità, che provvidero a restaurarne i solai e gli ambienti.

### Primo piano
Al primo piano del Palazzo sono attualmente aperte al pubblico la Sala Gregorio IX e la Sala intitolata a Madre Claudia De Angelis, che presentano solai lignei e sono scandite al centro da un grande arco di pietra, poggiante su semicolonne ornate da pregevoli capitelli in stile cistercense borgognone. Questi ambienti corrisponderebbero al cuore antico del Palazzo e forse appartenevano già alla casa turrita di Innocenzo III. Nel percorso di visita del museo, tali sale svolgono la funzione di narrare la topografia antica e medievale nell'area su cui sorse la residenza pontificia, l'evoluzione della fabbrica al tempo dei papi e la storia recente del complesso legata alla Casa Madre. 

### Secondo piano
Dalla scala elicoidale in pietra, posta all'interno dell'antico torrione circolare d'angolo, si sale al secondo piano del Palazzo, scandito da due grandi ambienti rettangolari affrescati, con doppia volta a crociera e archi trasversali centrali e portanti fino al livello del pavimento. Le sale, denominate "delle Oche" e "delle Scacchiere", mantengono i resti degli antichi camini, sono raccordate da una loggetta e si aprono su uno spazio originariamente terrazzato e a cielo aperto, oggi corrispondente alla sala "del Giubileo". Vi sono poi ulteriori ambienti e un ballatoio, posti sul lato orientale, probabilmente frutto dell'ampliamento dell'edificio voluto dai Caetani.

#### Loggetta

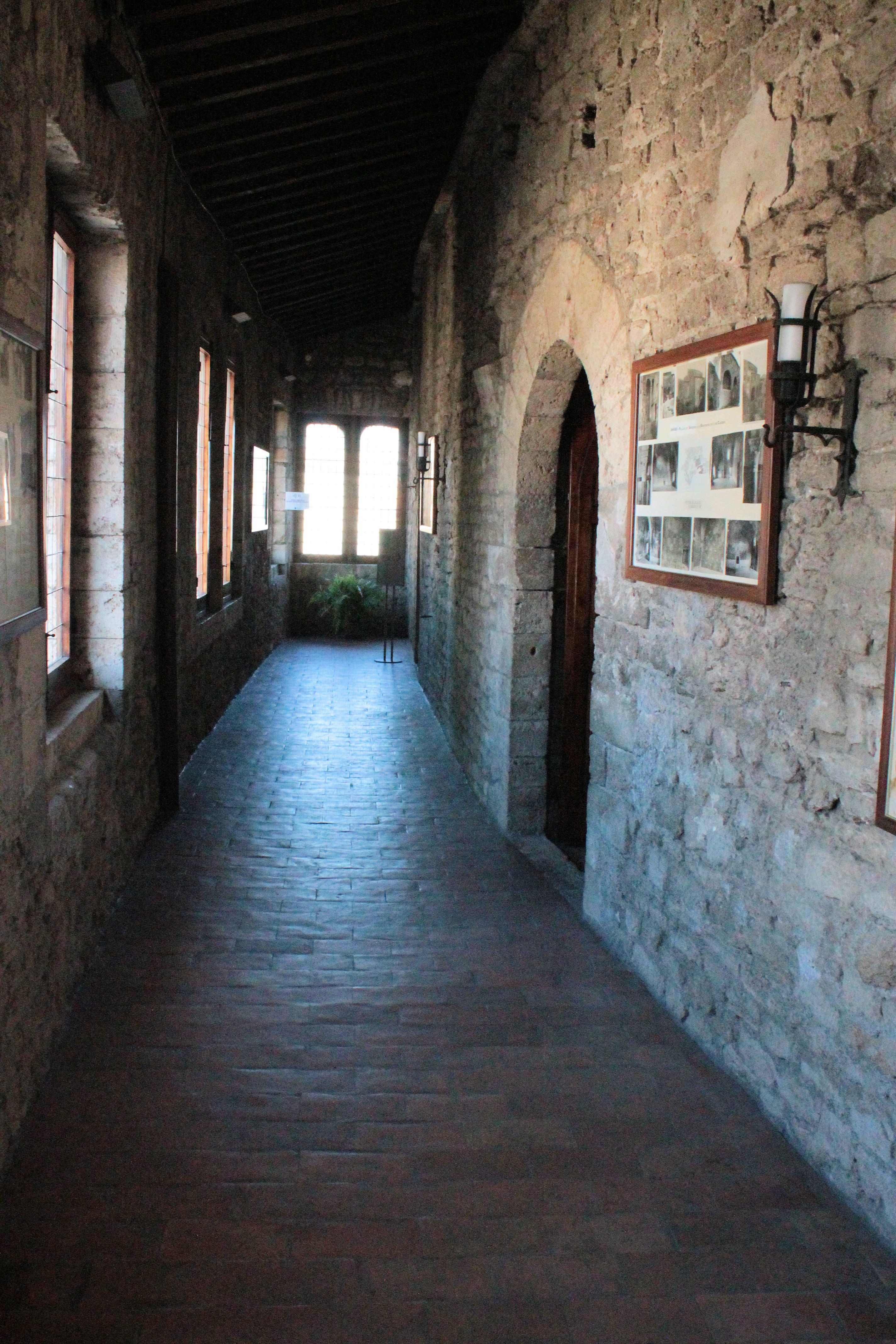
Loggetta del palazzo.

La loggetta è un passaggio coperto illuminato da sei eleganti bifore, restaurato nel 1921 in occasione del VI centenario della morte di Dante. Dall'ultima bifora in fondo, si scorge un tratto delle mura in opera quadrata dell'acropoli di Anagni, risalenti al II secolo a.C. e impiegate ancora nel medioevo per delimitare la zona della Cattedrale. Il palazzo di Pietro II, eretto subito all'esterno del circuito murario, era a controllo dell'accesso verso questa parte più elevata e simbolicamente preminente della città.

#### Sala delle Oche
La sala prende il nome dal soggetto dell'affresco conservatosi sulla parete occidentale. La fascia di base è andata perduta, ma rimane parte della decorazione della zona alta che doveva essere ornata fino al soffitto con lo stesso motivo; la struttura decorativa è data da riquadri romboidali policromi, incorniciati da fasce in ocra gialla dai profili perlinati, congiunti e intrecciati sui vertici dei riquadri stessi. Gli spazi risultanti sono occupati da raffigurazioni di volatili in diverse posizioni, tradizionalmente identificati come oche, sebbene siano ravvisabili delle differenze - forma del becco, lunghezza dei colli, posizione dell’occhio, grandezza del corpo - che permettono di distinguere circa dodici specie di uccelli. Sembrerebbe trarre ispirazione dal De arte venandi cum avibus di Federico II di Svevia.

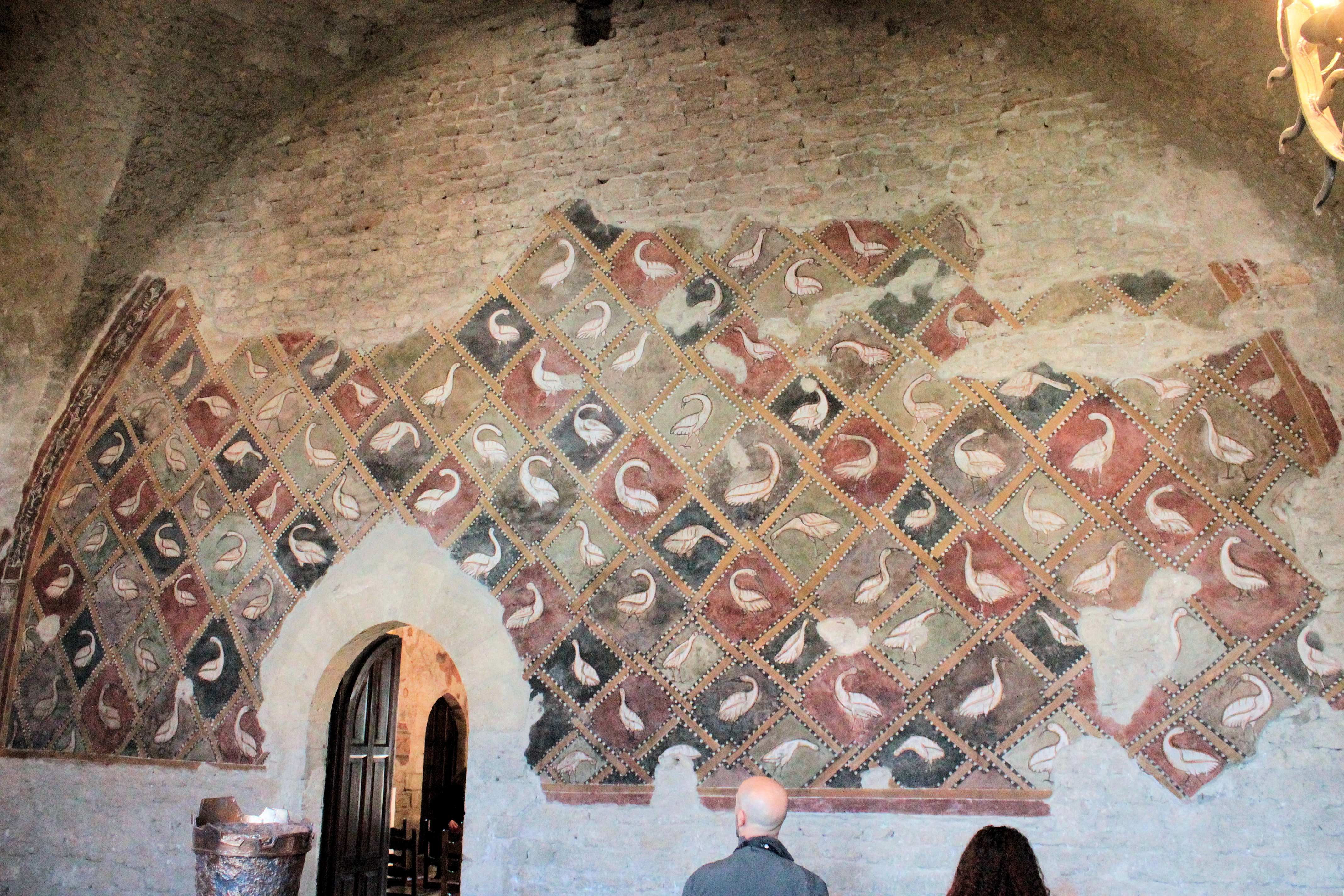
Sala delle Oche, parete occidentale.

Altra parete degna di interesse è quella meridionale, decorata con un motivo composto da una serie di cerchi in giallo ocra disposti per file orizzontali e verticali, tangenti tra loro in entrambi i sensi. I cerchi inscrivono fiori a otto petali disposti con movimento a elica e gli spazi di risulta formano un motivo romboidale dai cui vertici partono volute stilizzate. Sia nei cerchi che nei rombi il fondo dei disegni è chiaro e scuro in modo alternato. Il tipo di schema geometrico impiegato è tra i più diffusi, deriva dagli antichi tessuti di produzione italiana di XII e XIII secolo, come trasformazione di motivi già presenti dell’arte sasanide e bizantina. Il fiore è disegnato secondo le partizioni del cerchio eseguibili con il compasso per disegnare l’ottagono, oppure sulla traccia delle linee perpendicolari e diagonali passanti per il centro della circonferenza e formanti settori di 45 gradi. Il compasso è regolarmente impiegato nella pittura muraria. Considerando i motivi inscritti nelle maglie non è indicato dare un’interpretazione araldica. Un elemento di confronto è riscontrabile con ciò che rimane degli affreschi nella Cappella del Salvatore nella Duomo. L’affresco della parete meridionale inoltre rappresenta un motivo ricorrente negli affreschi della cripta della Cattedrale, osservabile nella decorazione delle stoffe dei personaggi dipinti. 
Ai lati della finestra, posta nella parte alta della parete, sono rilevabili frammenti della decorazione superiore, mentre sulla destra si può notare la parte inferiore del corpo di un uccello. L’affresco si estendeva fin dentro la strombatura, probabilmente in maniera simmetrica anche sull'altra metà della parete.
Tutta la decorazione della parte alta è rifinita da una fascia ornata che in origine sottolineava la curvatura dell’arcata superiore: foglie lunghe e sinuose formano spazi triangolari su un fondo neutro riempiti da un giglio. Alle estremità la bordatura termina su finte colonnine, sormontate da capitelli a doppia corona di foglie con punte a crochet. In questo caso però sia la cornice che il capitello non trovano riscontri nella pittura della cripta del Duomo.

#### Sala del Giubileo
La Sala del Giubileo corrisponde all'antico loggione aperto sulla sottostante Valle del Sacco e sostruito da un massiccio complesso di contrafforti ad arconi, che scandiscono il prospetto meridionale del Palazzo. Era un ambiente funzionale all'avvistamento: sulla parete nord, a più di sette metri di altezza, conserva le tracce di barbacani o appoggi ad un posto di sentinella aggettante, e di caditoie. Dalle finestre si può osservare una parte molto vasta della media ed alta Valle Latina fino a Palestrina e Roma. Con gli allestimenti voluti da Giuseppe Marchetti Longhi, la sala è dominata dalla tela che riproduce nelle misure originarie l'affresco della Loggia delle Benedizioni in San Giovanni in Laterano, attribuito a Giotto e tradizionalmente interpretato come scena di indizione del primo Anno Santo, il Giubileo del 1300, voluto da Bonifacio VIII.

#### Sala delle Scacchiere
La sala conserva la decorazione a finte tarsie marmoree della zoccolatura e un fregio vegetale mediano, su cui si imposta la composizione pittorica dei pannelli superiori. Sulla parete orientale, forme quadrilobe dipinte in verde e bruno inscrivono delle scacchiere, dove negli spazi intermedi sono contenuti fiori a otto petali: questo schema trova confronti in altri affreschi di ambiente giottesco, mentre il tema del gioco degli scacchi ha riferimenti nella letteratura cavalleresca della fine del XIII secolo e nelle miniature coeve. Sulla parete meridionale sono affrescate maglie cruciformi con fiori sempre a otto petali, che incastonano spazi quadrilobi con borchie circolari al centro; entro ruote vi sono invece uccelli simmetricamente affrontati o divergenti, confrontabili con i ricami del piviale di Bonifacio VIII conservato al museo della Cattedrale di Anagni e del "Piviale dei pappagalli" conservato al Museo diocesano di Vicenza. Al di sopra si trova dipinto un giardino fiorito, secondo schemi di tradizione classica, nuovamente diffusi tra il XIII e il XIV secolo nelle decorazioni delle case. Anche la parete occidentale conserva un'ampia porzione dell'affresco, realizzato a losanghe irregolari bordate da una fascia gialla, a imitazione di stoffe da tappezzeria.

### Casa Madre delle Suore Cistercensi della Carità
L'intero complesso del Palazzo di Bonifacio VIII unito all'ala settecentesca dell'Opera delle Suore Cistercensi della Carità ricade all'interno di un grandioso isolato, che la Congregazione religiosa ha progressivamente ampliato e strutturato tra la fine del XVIII sec. e la prima metà del Novecento. Dentro la Casa si trova la Chiesa dei Santi Cosma e Damiano e dell'Immacolata Concezione - rifondata sulla precedente omonima chiesa medievale nel 1736 - e un lapidario. Vi si preserva, inoltre, la stanza dove visse la fondatrice dell'ordine, la Serva di Dio Claudia De Angelis.

#### Lapidario
Nell'attuale Sala delle Lapidi, al piano inferiore della Casa Madre delle Suore Cistercensi della Carità, vi è raccolta la collezione di lastre marmoree, molte delle quali recanti epigrafi e motivi iconografici, costituente la sezione del Lapidario. Le iscrizioni, in latino e in greco, pagane e cristiane, furono rinvenute nelle catacombe di Calepodio, Commodilla, Domitilla, San Callisto, Santi Gordiano ed Epimaco, Ciriaca, Sant'Ippolito, Santa Agnese, Priscilla, Sant'Ermete e dei Santi Trasone e Saturnino.
Da Roma furono portate ad Anagni a partire dal 1720, e collocate nel pavimento e lungo le pareti della chiesa della Congregazione; tale operazione fu dovuta alla volontà di Marcantonio Boldetti e Giovanni Marangoni, cofondatori dell'Opera Pia di Claudia De Angelis, entrambi Custodi delle Sagre Reliquie, cioè soprintendenti generali alle catacombe di Roma tra il 1700 e 1753.
Ai primi del Novecento vennero nuovamente traslate e murate nell'attuale posizione per volontà del vescovo di Anagni, Mons. Antonio Sardi.

##### Traditio legis
Tra i materiali antichi murati nelle pareti del Lapidario, spicca una lastra di marmo, proveniente da una catacomba della via Salaria nova, sulla quale è incisa una scena con il tema della Traditio legis.

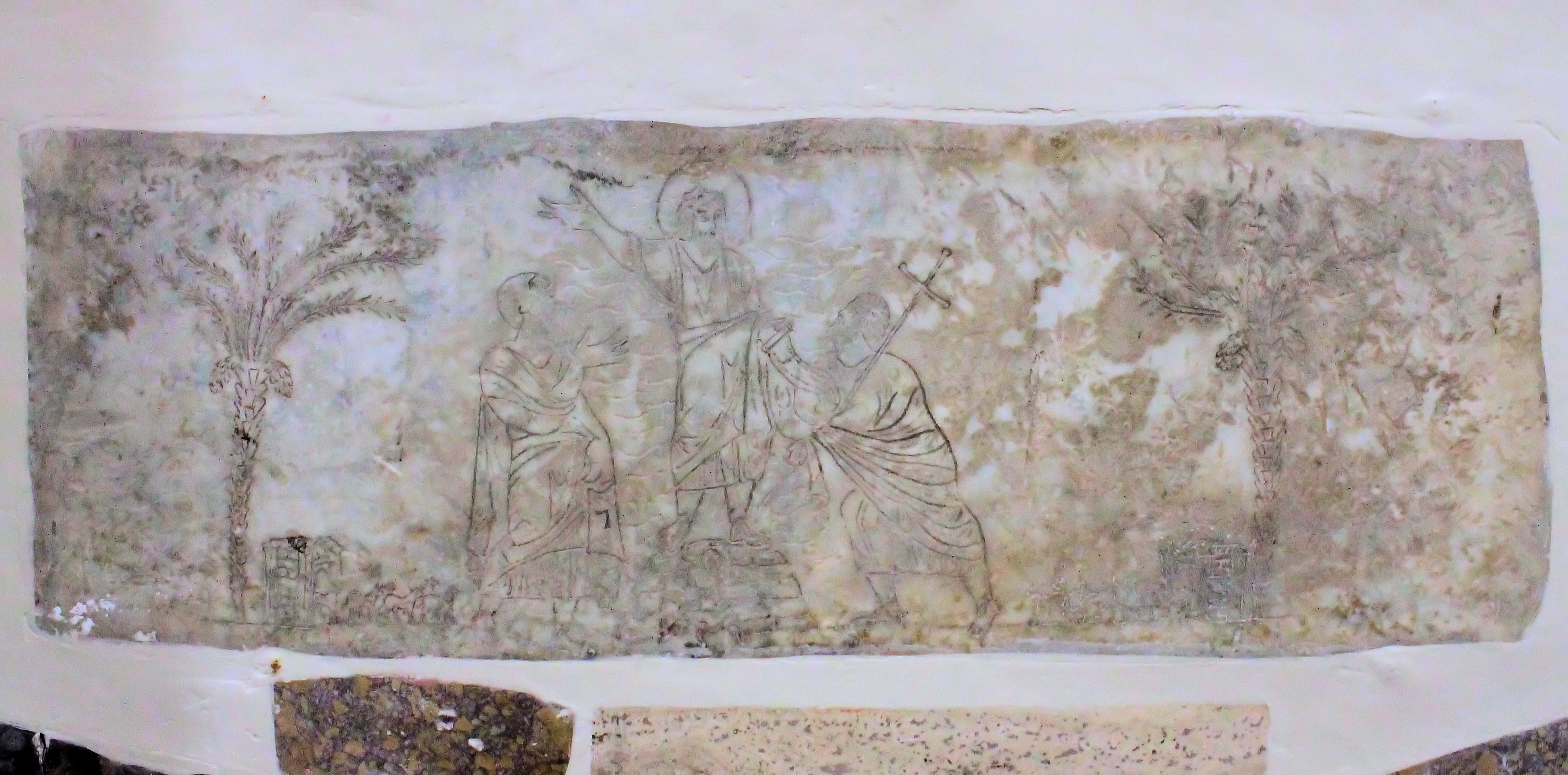
Traditio legis, dal lapidario del Palazzo Bonifacio VIII

La scena mostra al centro il Cristo in piedi su un rilievo (mons paradisiacus), su uno sfondo di nuvole. Veste una tunica con bande in porpora sui bordi ("tunica clavata") e un mantello ("pallio") e sulla testa, con barba e capelli lunghi, ha un nimbo. La mano destra è alzata e con la sinistra regge un lembo del mantello e il volume aperto della legge.
Alla sua sinistra san Pietro sostiene sulle spalle una lunga croce e protende le mani, coperte rispettosamente da un lembo del proprio mantello, per ricevere il rotolo.
Alla destra del Cristo è san Paolo che acclama, con il mantello decorato da un ornamento formato da lettere gamma maiuscole accostate ("gammadia").
Davanti al monte su cui poggia il Cristo, è visibile un monte più piccolo da cui sgorgano tre corsi d'acqua, sul quale si trova l'Agnus Dei, con aureola nella quale è iscritta una croce ("nimbo crucisignato").
Ai lati della scena centrale sono rappresentate, di dimensioni molto più piccole, due città da cui escono sei pecore per ciascuna, davanti a due coppie di palme da datteri. Sulle palme dietro san Paolo si trova una Fenice con aureola radiata.
La rappresentazione è di alta qualità e la lastra è stata interpretata, anche per questo motivo, non come una lapide funeraria, ma come un oggetto di ornamento (e sarebbe stato ritrovato, infatti, affisso ad una parete e non a chiusura di una tomba). La rappresentazione è ritenuta databile intorno al 390, epoca di Teodosio I: anche i ritratti del Cristo e degli apostoli si riferiscono ai canoni iconografici elaborati in quest'epoca. Si ritiene che possa trattarsi di una copia della decorazione pittorica del catino absidale della antica basilica di San Pietro: i diversi registri della rappresentazione sull'abside, a differenza di quanto accade in diverse altre derivazioni della stessa scena, sarebbero stati fusi in un'unica figurazione.

## Collezioni
Le collezioni del museo sono riferibili a due aree tematiche, denominate "Dimora Mirabile" e "Opera Pulchra":  epigrafi, mosaici, documenti, pannelli ed elementi decorativi raccontano le preesistenze e poi l'evoluzione architettonica del Palazzo di Bonifacio VIII; ritratti, tele, oggetti di uso quotidiano, beni liturgici ed iscrizioni narrano l'istituzione e la storia della Congregazione religiosa che ancora lo abita.

### Museo bonifaciano e del Lazio meridionale

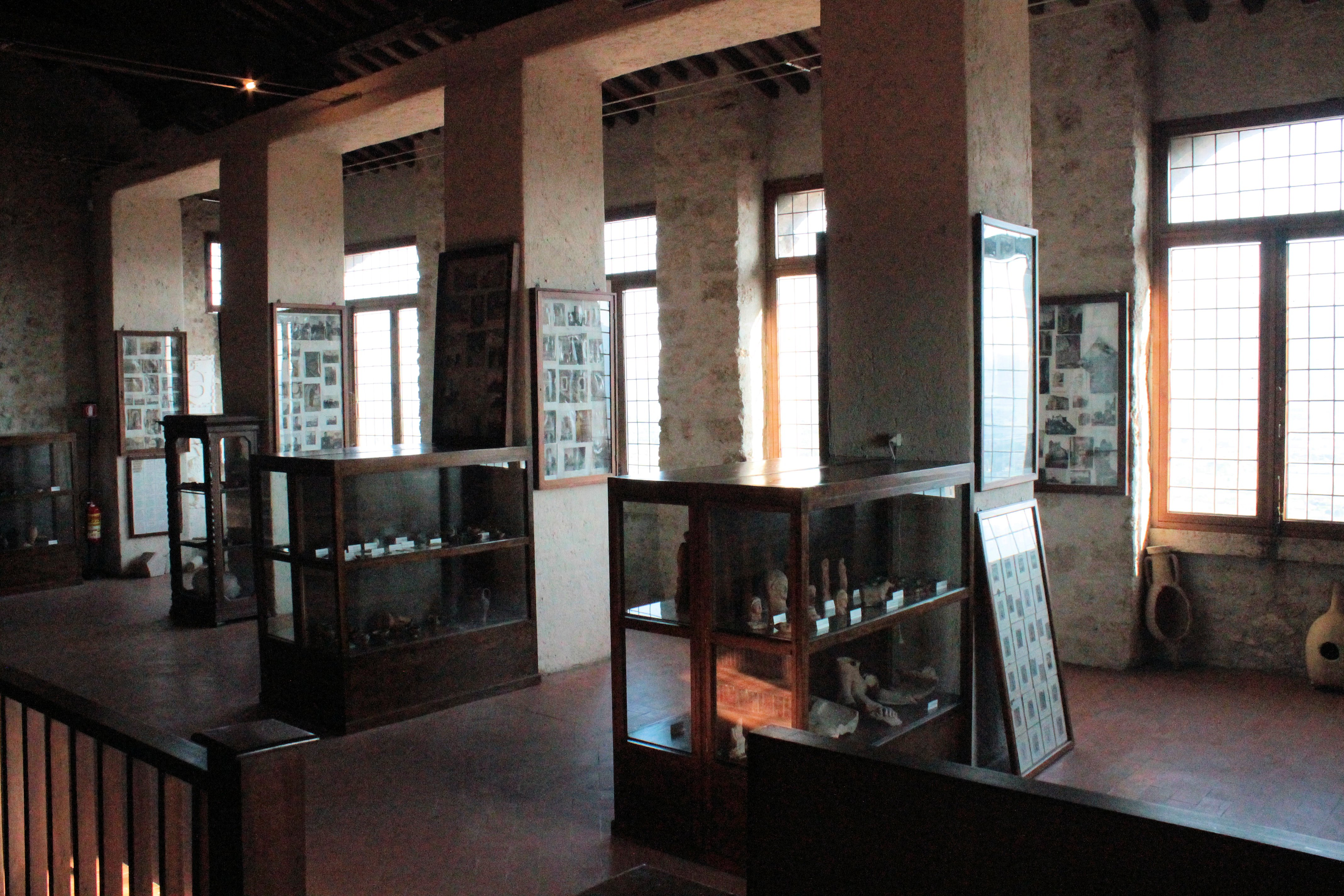
Museo bonifaciano e del Lazio meridionale.

Il Museo bonifaciano e del Lazio meridionale è stato allestito da Giuseppe Marchetti Longhi per conto dell'Istituto di Storia e Arte del Lazio meridionale (ISALM) in circa un ventennio (1950-1973) nelle sale al secondo piano del Palazzo; è una mostra permanente con finalità di esposizione di memorie e cimeli, e di rievocazione e ricostruzione storica sintetica di tutte le vicende legate al Lazio meridionale. Con il museo l'Istituto voleva accompagnare la ricostruzione materiale edilizia ed economica del secondo dopoguerra dando impulso alla valorizzazione culturale e turistica del territorio.
Il nucleo originario della mostra è costituito dai materiali preparati per l'esposizione del 1950 tenutasi a Palazzo Venezia a Roma, quindi trasferita ad Anagni in coincidenza del Giubileo Universale di papa Pio XII. In esso confluirono poi fotografie, planimetrie, mappe, riproduzioni pittoriche, calchi, plastici, copie di documenti e reperti archeologici. Nelle intenzioni di Marchetti Longhi dovevano illustrare la storia regionale in tre grandi sezioni: quella antica, dalla preistoria fino all'epoca classica; quella medievale, con particolare interesse ai pontificati di Innocenzo III, Gregorio IX, Alessandro IV e Bonifacio VIII; quella rinascimentale e moderna, con riferimento ai costumi e alle leggende locali.

### Collezioni d'arte contemporanea
Il palazzo ospita opere d'arte contemporanea: in particolare, espone alcuni bronzi di Tommaso Gismondi e terrecotte di Antonio Menenti, entrambi artisti di Anagni, che nelle loro opere rispecchiano una riflessione sul senso e l'importanza dei pontificati dei papi anagnini.